# Emoia cyanogaster
Emoia cyanogaster este o specie de șopârle din genul Emoia, familia Scincidae, descrisă de Lesson 1830. Conform Catalogue of Life specia Emoia cyanogaster nu are subspecii cunoscute.